# Црква Рођења Светог Јована Крститеља у Вучју
Црква Рођења Светог Јована Крститеља у Вучју, насељеном месту на територији града Лесковца, православни је храм који припада Епархији нишкој Српске православне цркве. Црква је грађена у периоду од 1932. до 1938. године, а ктитори Цркве светог Јована су Јована Теокаровић, звана Баба Вана, удова Димитрија Мите Теокаревића и њени синови Славко, Владимир и Лазар. Храм је архитектонско дело познатог руског архитекте и професора Григорија Самојлова.

## Историја
Црква је подигнута у подножју огранка планине Кукавице, на самом завршетку косе зване „Црквиште”, у котлини, опкољена са свих страна брдима, удаљена два километра од од ннасеља Вучја. Према неким изворима, саграђена је на месту где је некада била средњовековна црква, задужбина српских јунака из турског доба Николе Скобаљића. Ту цркву срушили су Турци, али се српски народ, према предању, и даље окупљао на њеним остацима, одржавајући тако своју веру и дух у време ропства под Турцима. То је био један од мотива породице Теокаревић, познатих индустријалаца који су током друге половине 19. и прве половине 20. века развијали текстилну индустрију у овом делу Србије, да на истом месту подигну нову цркву. Грађевину специфичне лепоте, завршену 1938. године, неки сврставају у најзначајније примере међуратне црквене архитектуре код нас.
Црква је освећена 7. јула 1938. године, на празник Рођења Светог Јована Крститеља, који је и слава Вучја. Освећењу цркве присуствовао је велики број људи, међу којима краљев изасланик и министар правде, а чинодејствовале су владике Јован и Венијамин. Поводом освећења цркве писану поруку послао владика Николај Велимировић. Видео запис са освећења цркве чува се у Југословенској кинотеци. Као пројектант цркве у Вучју, Самојлов је одликован орденом Светог Саве  V реда. Освећењу цркве присуствовало је 20.000 људи. Међу присутнима су били: министар правде и изасланик Вардарске бановине, писмено јој се обратио владика Николај Велимировић а чинодејствовали су епископ нишки др Јован Илић заједно са епископом браничевским Венијамином.

## Архитектура и унутрашњост
Остварење архитекте Самојлова, потомка козачке породице која је после Октобарске револуције нашла уточиште у Краљевини Срба, Хрвата и Словенаца, чини веома успешан склад са природом - кањоном Вучјанка и падинама планине Кукавице. Камен од кога је црква сазидана потиче са ове планине, посебног је квалитета и веома је погодан за различите намене у грађевинарству. Самојлов је сам осликао иконостас, а његов потпис се може видети у доњем десном углу на северним и јужним дверима. Првобитни фрескопис је радио такође Рус, Петар Сухачев. Он је живописао цркву на мермерном малтеру у стилу руског барока. Међутим, због старости и небриге, данас је од тог првобитног фрескописа остала само ктиторска фреска, која се налази изнад портала са унутрашње стране.
Фрескопис је опет рестауриран и делимично насликан нови током 2013. године, а радила га је иконописачка радионица “Лазарус” у секо техници.